# Restinga Sêca
Restinga Sêca é um município brasileiro do estado do Rio Grande do Sul, cuja emancipação política deu-se pela Lei nº 3.730 de 25 de março de 1959, assinada pelo então governador gaúcho, Leonel de Moura Brizola, e publicada no Diário Oficial de 30 de março de 1959.

## História
Antes que ocorresse a divisão da província do Rio Grande de São Pedro, no que hoje conhecemos como municípios, o que aconteceu em 1809, quando foram criados Rio Grande, Porto Alegre, Santo Antônio da Patrulha e Rio Pardo, o atual território de Restinga Sêca já registrava importante participação na História das terras que constituem o estado do Rio Grande do Sul.
Conforme o Tratado de Madri, celebrado, na Península Ibérica, pelas Coroas de Espanha e Portugal, definia que os Sete Povos das Missões, se tornariam posse dos lusos (portugueses), enquanto a Colônia de Sacramento, no atual Uruguai, passaria para domínio castelhano. Os indígenas e os padres jesuítas - de origem espanhola - que habitavam os Sete Povos rebelaram-se e enfrentaram as tropas destinadas a ocupar a região.
Sepé Tiaraju foi um dos principais combatentes em favor da liberdade dos Sete Povos e, em 1754, esteve, na companhia de caciques, cabildos guaranis, às margens do Rio Jacuí, quase na confluência com o Rio Vacacaí Grande, em um encontro com as tropas comandadas por Gomes Freire, encarregado de tomar posse das Missões. Premidos pela enchente do rio, que molhou armas e alimentos, e pelo atraso dos espanhóis, os portugueses assinaram um armistício com os guerreiros guaranis em território que, hoje, pertence ao município de Restinga Sêca - o Passo Geral do Jacuí.
As comissões demarcatórias que se seguiram aos Tratados de Madri e Santo Ildefonso passaram pelo atual território do município de Restinga Sêca, referindo exatamente essa nomenclatura: Restinga Secca, vinculando-a ao Rio Bacacay (como se sabe, existem semelhanças entre la be corta e la be larga em língua espanhola e as letras be e ve em língua portuguesa, o que faz supor que o Rio Bacacay seja o Rio Vacacaí, que margeia o município).
Como era comum na política de ocupação de terras adotada pela Coroa Portuguesa, desde o século XVIII, iniciaram as doações de sesmarias nas terras ocupadas pelo atual  município de Restinga Sêca. Conforme Lacy Cabral Oliveira, em livro Evolução histórica, política e administrativa do Município de Restinga, os primeiros donatários de sesmarias foram Antônio Gonçalves Borges, Manoel dos Santos Pedroso, Miguel Martins Pinto, Jerônimo Dornellas e Antonio Rodrigues.
Entre os anos de 1820 e 1821, o mais importante viajante francês, Auguste de Saint-Hilaire, passou pela região central da Província do Rio Grande de São Pedro e em livro Viagem ao Rio Grande do Sul , registrou a existência da Fazenda Restinga Sêca, situada entre a localidade de Tronqueiras, atual município de Santa Maria e o Potreiro da Estiva, por onde passou a caminho de Cachoeira do Sul.
Em 1857, durante o chamado segundo ciclo da imigração alemã na Província do Rio Grande de São Pedro, sob as expensas do governo provincial, foi fundada a Colônia de Santo Ângelo, que hoje é o atual município vizinho de Agudo. Conforme Lacy Cabral Oliveira, desde então, colonos ou agenciadores passaram a comprar terras na margem oposta do Rio Jacuí, portanto, no atual território do município de Restinga Sêca. Naquele tempo, quem vendeu terras, fracionando as sesmarias que recebera foi a família Martins Pinto. Chegaram as famílias Rohde, Hübner, Seidler, Richter, entre outras, que, de um modo geral, se dedicaram à agricultura, enquanto alguns envolveram-se com a prestação de serviços: serrarias, funilarias, por exemplo. Assim, nasceu o povoado de São Miguel (que, naquele tempo, abarcava também Vila Rosa). Ao final do século XIX São Miguel era o povoado mais próspero da região, tornando-se a sede do Quarto Distrito de Cachoeira do Sul, que, em 1922, seria transferida para Restinga Sêca, núcleo populacional que se desenvolveria com o advento da linha férrea e que constituiria a gênese da atual cidade.
Por pertencer política e administrativamente a Cachoeira do Sul, a história de Restinga Sêca está ligada àquela cidade em termos administrativos, sociais, culturais, religiosos etc.
Com a construção da estrada de ferro Porto Alegre-Uruguaiana, em 1885, os comerciantes da região, capitaneados por Domingos Gonçalves Mostardeiro, de Dona Francisca, postularam a construção de uma estação ferroviária no povoado, originariamente, chamado Caixa d'Água, o que aconteceu no final do século XIX. A partir dali, a comunidade desenvolveu-se, surgiram hospedarias, armazéns, pequenas indústrias, farto comércio, dinamizou-se a vida pública e, em 1959, ocorreu a emancipação, cuja comissão emancipacionista foi comandada por Eugênio Gentil Müller, que se tornaria o primeiro prefeito municipal.
Localizada na região central do estado, Restinga Sêca integra a Quarta Colônia de Imigração Italiana do Rio Grande do Sul, o que se dá, principalmente, por questões políticas e econômicas. Sua população, na maioria, é formada por descendentes de portugueses, italianos, alemães, e africanos. Entre as famílias que colaboraram para o desenvolvimento do município, podem ser citadas as famílias Bisognin, Rizzati, Cantarelli, Comin, Roso Mozzaquatro, Bolzan, Fuzer (descendentes de italianos), Bischoff, Diemer, Rohde, Schwert, Prade, Müller e Raddatz (ascendência germânica). De ascendência lusa, há as famílias Borges, que recebeu doação de sesmarias; Mostardeiro, que liderou a proposta pela construção da estação ferroviária no antigo povoado da Caixa d'água. Entre os afrodescendentes, as famílias mais conhecidas são os descendentes de Martimiano Rezende de Souza, Geraldo Martins de Carvalho e Ismael Cavalheiro, ex-escravos, que compraram terras que deram origem às comunidades quilombolas de Rincão dos Martimianos e São Miguel dos Carvalhos.

## Turismo

### Balneário das Tunas

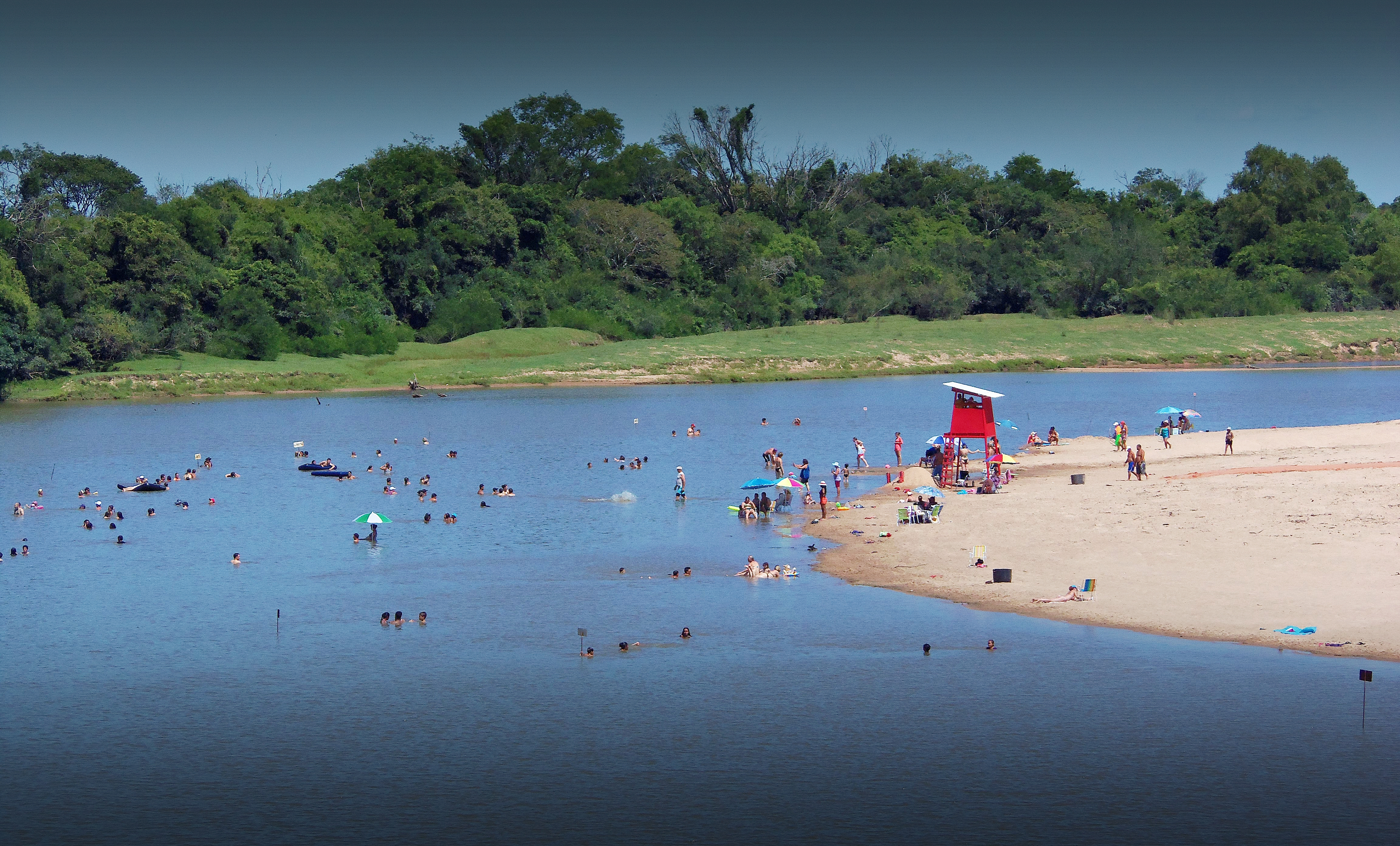
Praia das Tunas

Em 1972, o Executivo Municipal adquiriu uma área na localidade do Passo das Tunas, situada às margens do rio Vacacaí Grande, com o propósito de urbanizá-la com vistas à formação de um balneário. A aprovação foi concedida, naquele ano, pela Câmara Municipal de Vereadores. Mais tarde, em 1974, foi criada a zona urbana. Em 1974, o local já tinha uma área de 34.619,74 m2; havendo também extração de areia nas proximidades.

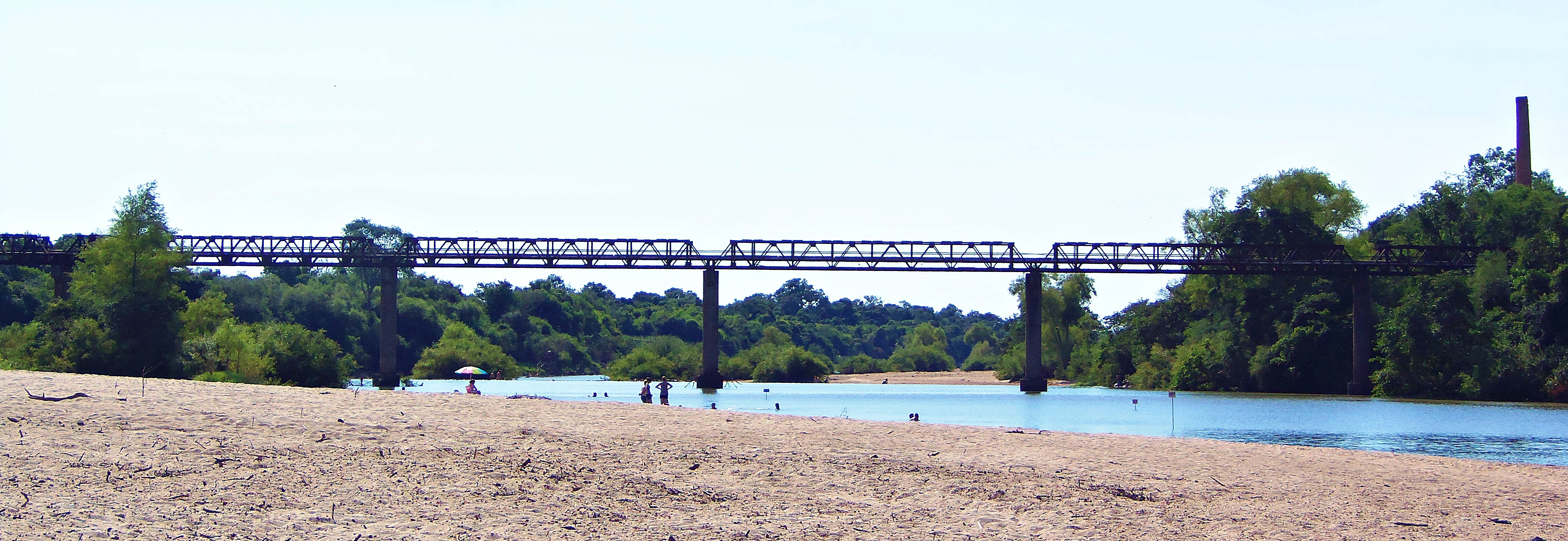
Ponte sobre o rio Vacacaí.

### Igreja Matriz Sagrado Coração de Jesus
A Paróquia do Sagrado Coração de Jesus foi criada no dia 28 de agosto de 1938 pelo Decreto Eclesiástico de Dom Antônio Reis. Foi desmembrada da Freguesia Nossa Senhora da Conceição de Cachoeira do Sul, que se achava vinculada à Diocese de Santa Maria, que fora criada em 1910.
Até 1938, Restinga Sêca era atendida por padres da Paróquia de Cachoeira do Sul, como D. Luiz Scortegagna, que foi o primeiro padre responsável pelos fiéis restinguenses. Contudo, as visitas eram escassas, registrando-se intervalos de até quatro anos.
Assim, foi criada a nova Paróquia, que ficava ligada à Diocese de Santa Maria. O primeiro padre nomeado para Restinga Sêca foi Padre Aparicio Menezes de Oliveira, que atuou na Paróquia durante 10 anos. Na ocasião, também "foram nomeados os novos fabriqueiros da matriz e das capelas filiais que prestaram juramento de fidelidade e íntima cooperação com o novo vigário em prol da paróquia".

### Prédio Miguel de Patta
O médico italiano Michele de Patta, após a Primeira Guerra Mundial, transferiu-se para o Brasil, passando por cidades como Rio de Janeiro, vivendo, depois, durante muitos anos no Rio Grande do Sul: em Porto Alegre, Garibaldi, Anta Gorda, Rio Pardo. Em meados da década de 1920, a convite de amigos, passou a morar em Restinga Sêca, onde passou a clinicar.
Na sequência, comprou um terreno e ali construiu um prédio que, no andar superior, servia como residência de sua família e, no térreo, havia uma clínica/hospital, em que o médico oferecia consultas e internações. O médico atendia, então, localidades vizinhas, mas, o crescimento dos filhos e as condições financeiras obrigaram-no a transferir-se para Santa Maria e, mais tarde, para cidades catarinenses.
No local, o prédio Miguel de Patta, posteriormente, funcionou a Escola Estadual de Ensino Fundamental Francisco Manoel, que era, na época, uma das poucas escolas existentes no município, no modelo grupo escolar. Em 1954, com a criação do Hospital de Caridade São Francisco, o prédio abrigou aquela instituição até a construção de sua sede própria, situada à rua Moisés Cantarelli.
Com a emancipação do município, em 1959, ali instalou-se a Prefeitura Municipal de Restinga Seca, cujo primeiro prefeito foi Eugênio Gentil Müller. A sede do Executivo municipal funcionou naquele local até o final dos anos 1990, quando foi transferida para o Centro Administrativo Waldemar Arthur Drews. 
O prédio foi denominado, posteriormente, Casa de Cultura Iberê Camargo e, na atualidade, está restaurado sendo um grande atrativo de Restinga Sêca posteriormente será sede da Secretaria de Turismo, Cultura e Esporte do Município além disso vai ser sede também da Biblioteca Padre Gabriel Bolzan e Arquivo Histórico além de Salas para a Música e Cultura .